# Notholaena rigida
Notholaena rigida är en kantbräkenväxtart som beskrevs av Dav. Notholaena rigida ingår i släktet Notholaena och familjen Pteridaceae. Inga underarter finns listade.